# نطفه شوم
نطفه شوم فیلمی به کارگردانی و نویسندگی کریم آتشی محصول سال ۱۳۸۷ است. در این فیلم سام درخشانی، لاله اسکندری، ولی‌الله مؤمنی، محمد کاسبی، سیروس گرجستانی، سیامک اطلسی، شراره دولت‌آبادی، جلیل فرجاد و مهوش وقاری ایفای نقش کرده‌اند.

## خلاصۀ داستان
زن و شوهری که سال‌ها بچه‌دار نمی‌شدند، حال زن خبر از حاملگی‌اش می‌دهد… اما این چطور ممکن است؟! به خصوص اینکه بچه چند هفته بیشتر ندارد و شوهر زن سه ماه در مأموریت بوده… و زن هیچ‌گاه اینکه خیانت کرده را قبول نمی‌کند…

## بازیگران
- سام درخشانی ــ رضا مرادی
- لاله اسکندری ــ یلدا فنائی
- ولی‌الله مؤمنی ــ درویش مشکور (فالگیر)
- محمد کاسبی ــ مرتضی مرادی (پدر رضا)
- سیروس گرجستانی ــ عباس فنائی ( پدر یلدا)
- سیامک اطلسی ــ دکتر
- شراره دولت‌آبادی ــ نرگس (مادر یلدا)
- جلیل فرجاد ــ قاضی دادگاه
- مهوش وقاری ــ اقدس (مادر رضا)
- فریده گلشن
- محمد پورستار ــ پیر بابا
- ستاره صفرخانی
- آنا لطیفی
- فرانک زینالی
- سعید نورالهی
- علیرضا هوبخت
- ایرج آقایی
- مهدیه لقائیان
- مهسا حاجی‌آبادی
- ساناز مهاجرین
- المیرا مسرت
- ماندانا خسروی
- مریم آردیش
- احمد بهزادیان
- افسانه قیدر
- مریم دهقانی
- سونیا خسروی
- جلال هاشمی
- مهری آل آقا
- الهه حصاری ــ مشتری آرایشگاه